# Tom et Jerry et le Magicien d'Oz
Pour les articles homonymes, voir Tom et Jerry (homonymie).
Série
Tom et Jerry : Retour à Oz
(2016)
Pour plus de détails, voir Fiche technique et Distribution.
Tom et Jerry et le Magicien d'Oz (Tom and Jerry and The Wizard of Oz) est un long-métrage d'animation américain de Spike Brandt et Tony Cervone, d'après le roman Le Magicien d'Oz de Lyman Frank Baum, sorti en 2011.

## Synopsis
La petite Dorothy et ses animaux de compagnie, Toto le chien, Tom le chat et Jerry la souris sont à la suite d'une tempête échoués dans le monde féérique d'Oz…

## Fiche technique
- Titre original : Tom and Jerry & The Wizard of Oz
- Titre français : Tom et Jerry et le Magicien d'Oz
- Réalisation : Spike Brandt et Tony Cervone
- Scénario : Gene Grillo
- Montage : Kyle Stafford et Damon P. Yoches
- Musique : Michael Tavera
- Production : Spike Brandt et Tony Cervone
- Coproduction : Alan Burnett
- Production associée : Judge Plummer
- Production exécutive : Sam Register
- Société de production : Warner Bros. Animation, Turner Entertainment
- Société de distribution : Warner Home Video
- Pays de production :  États-Unis
- Langue originale : anglais stéréo
- Genre : dessin animé
- Ratio écran : 1.78:1 panoramique 16:9
- Durée : 56 minutes
- Date de sortie :
  - États-Unis : 23 août 2011

## Distribution

### Voix originales
- Grey DeLisle : Dorothy
- Joe Alaskey : le magicien d'Oz / Butch / Droopy
- Michael Gough : l'épouvantail
- Rob Paulsen : l'homme en fer blanc
- Todd Stashwick : le lion
- Frances Conroy : la tante Em / Glinda
- Laraine Newman : Miss Gulch, la méchante sorcière de l'ouest
- Stephen Root : l'oncle Henry / les corbeaux
- Kath Soucie : Tuffy, la souris munchkin

### Voix françaises
- Adeline Chetail : Dorothy
- Olivier Chauvel : Hunk, l'épouvantail
- Jean-Jacques Nervest : Zeke, le lion
- Régis Lang : Hickory, l'homme de fer
- Emmanuel Curtil : Jitterbug
- Bruno Magne : Butch
- Jean-François Vlérick : le magicien d'Oz
- Brigitte Aubry : Miss Gulch, la méchante sorcière de l'ouest
- Caroline Combes : Tuffy, la souris munchkin
- Gérard Surugue : Droopy
- Pauline Moingeon : la bonne fée
- Benjamin Gasquet : le corbeau / le singe

## Suite
Une suite sera tournée cinq ans plus tard, elle est intitulée Tom et Jerry : Retour à Oz.